# The Kill
"The Kill" é o segundo single da banda 30 Seconds to Mars, incluído em seu segundo álbum, A Beautiful Lie.

## Faixas

### Standard
1. "The Kill" - 3:52
2. "Attack" (Ao Vivo no CGBG, Julho de 2006) - 4:06
3. "The Kill" (Acústico, Ao Vivo no VH1) - 3:48

### Lançamento no Reino Unido
1. "The Kill" - 3:52
2. "The Kill" (Acústico, Ao Vivo no VH1) - 3:48

### Relançamento no Reino Unido
1. "The Kill" - 3:52
2. "Was It a Dream?" (iTunes Live Session) - 3:46

## Paradas
| Parada (2006)                                 | Melhor posição |
| --------------------------------------------- | -------------- |
| Austrália - Australian Singles Chart          | 20             |
| Brasil - Brazil Hot 100 Billboard             | 57             |
| European Hot 100 Singles                      | 10             |
| Reino Unido - UK Singles Chart                | 64             |
| EUA - Billboard Hot 100                       | 65             |
| EUA - Billboard Mainstream Rock Tracks        | 14             |
| EUA - Billboard Modern Rock Tracks            | 3              |
| Finlândia - Finnish Download Chart            | 2              |
| Nova Zelândia - New Zealand Singles Chart     | 22             |
| Reino Unido - UK Singles Chart (relançamento) | 28             |

## Créditos
- Jared Leto – vocais, guitarra
- Tomo Miličević – guitarra, programação
- Shannon Leto – bateria
- Matt Wachter – baixo, teclado
- Matt Serletic  – piano

## Versão acústica com Pitty
Em março de 2008, foi mandada para as rádios brasileiras uma versão acústica da música, com a cantora baiana Pitty. Na versão, Pitty canta versos em português e o refrão em inglês.